# ابن زهره
ابوالمکارم عزّالدین حمزة بن علی بن زهره معروف به ابن زهره، فقیه، اصولی، متکلم و نحوی، یکی از علمای بزرگ شیعه در قرن ششم هجری قمری است.

## زندگی
وی در رمضان ۵۱۱ در شهر حلب دیده به جهان گشود و در خاندان علم و سیادت نشو و نما کرد. در اصطلاح علما، لفظ و کلمه «ابن زهره» هرگاه تنها به کار رود، مقصود اوست. او ابتدا از حضور والد استادش، ابن حاجب حلبی و ابومنصور سید کبیر به مقام علمی ارتقاء یافت. هر چند بیشتر مراتب علمی او از محضر مفید ثانی و شاگردان او نصیبش گردید. او یکی از بزرگان علمای شیعه در عصر خویش بود که در ادبیات عرب، فقه، اصول، کلام، حکمت و نجوم مهارت داشت. با ابن شهر آشوب مازندرانی هم عصر بود و چون محل دفن و وفات مازندرانی نیز در زادگاه ابوالمکارم است، احتمال دارد که عشق به علما و استفاده از امثال سادات بنی زهره بدان دیار هجرت نموده است.
اساتیدش عبارتند از علی بن زهره حلبی (پدر)، سید ابوالمحاسن زهره حلبی (جد)، ابومنصور محمد بن حسن بن منصور، نقاش موصلی، ابوعبدالله حسین بن طاهر بن حسین
شاگردانش عبارتند از عبدالله بن علی بن زهره (برادرش)، سید محی‌الدین محمد بن عبدالله (برادرزاده‌اش)، شادان بن جبرئیل قمی، محمد بن جعفر مشهدی، معین‌الدین سالم بن بدران مصری، محمد بن ادریس حلی، عزالدین ابوالحرث محمد بن حسن بغدادی
ابن زهره در سال ۵۸۵ در شهر حلب درگذشت و در کوه جوشن دفن شد.

## آثار
نزدیک به ۲۰ کتاب، رساله و مقاله به او نسبت داده شده‌است که عبارتند از:
- غنیة النزوع
- الاعتراض علی الکلام الوارد من حمص[۳]
- الجواب عما ذکره مطران[۴]
- الجواب عن الکلام الوارد من ناحیة الجبل
- جواب المسائل الواردة من بغداد
- قبس الانوار فی نصرة العترة الاخیار
- جواب الکتاب الوارد من حمص
- مسائل فی الرد علی المنجمین
- نوشته‌ای در بررسی مسئله تفکر و تعقل
- النکت
- نقض اشکالات فلاسفه
- مسئله تحریم آبجو
- غنیة النزوع الی علمی الاصول و الفروع